# Santa María Inmaculada en Esquilino (título cardenalicio)
Santa María Inmaculada en Esquilino es un título cardenalicio de la Iglesia Católica. Fue instituido por Francisco en 2018.

## Titulares
- Konrad Krajewski (28 de junio de 2018-actual)